# Hipparchus (krater księżycowy)
Hipparchus – pozostałość dużego księżycowego krateru. Jest zlokalizowany na południowy wschód od Sinus Medii. Na południu leży znaczny krater Albategnius, a na południowym zachodzie leży krater Ptolemeusz, który ma podobne wymiary co Hipparchus. W północno-wschodnim brzegu krateru tkwi krater Horrocks. Przy południowym brzegu znajduje się krater Halley, krater Hind leży na południowym wschodzie. Na północnym wschodzie znajdują się kratery Pickering i zalany Saunder.
Ta formacja jest starożytnym kraterem, która podległa znaczącym modyfikacjom z powodu późniejszych uderzeń. Zachodnia krawędź Hipparchus jest prawie zatarta z powodu erozji, jedynie pozostają niskie wzgórza i wzrosty powierzchni. Ściana w kierunku wschodnim jest nieco bardziej nietknięta, ale również jest bardzo zniszczona. W zachodniej ścianie leży para głębokich rozpadlin.
Wnętrze krateru jest częściowo pokryte nową nawierzchnią przez strumień lawy. Południowo-zachodnia część wnętrza jest nieznacznie podniesiona i dużo bardziej nierówna niż reszta.
Luki w północno-zachodnim brzegu Hipparchus tworzą doliny, które łączą z morzem od północnego zachodu. System szczelin zwany Rima Réaumur biegnie z tego miejsca do zewnętrznej ściany krateru Réaumur.

## Satelickie kratery
| Hipparchus | Szerokość | Długość | Średnica |
| ---------- | --------- | ------- | -------- |
| B          | 6,9° S    | 1,7° E  | 5 km     |
| C          | 7,3° S    | 8,2° E  | 17 km    |
| D          | 4,5° S    | 2,1° E  | 5 km     |
| E          | 4,2° S    | 2,3° E  | 5 km     |
| F          | 4,2° S    | 2,5° E  | 9 km     |
| G          | 5,0° S    | 7,4° E  | 15 km    |
| H          | 5,4° S    | 2,3° E  | 5 km     |
| J          | 7,6° S    | 3,2° E  | 14 km    |
| K          | 6,9° S    | 2,2° E  | 12 km    |
| L          | 6,8° S    | 9,0° E  | 13 km    |
| N          | 4,8° S    | 5,0° E  | 6 km     |
| P          | 4,7° S    | 2,8° E  | 5 km     |
| Q          | 8,5° S    | 2,9° E  | 8 km     |
| T          | 7,1° S    | 3,6° E  | 8 km     |
| U          | 6,7° S    | 3,6° E  | 8 km     |
| W          | 5,0° S    | 7,8° E  | 5 km     |
| X          | 5,7° S    | 4,9° E  | 17 km    |
| Z          | 8,5° S    | 9,1° E  | 6 km     |